# Andy McCulloch
Andrew „Andy“ McCulloch (* 19. listopadu 1945 Bournemouth, Dorset) je bývalý britský bubeník, v současné době se věnuje jachtingu. Hrál s několika, převážně progressive rockovými skupinami a interprety, jako jsou Fields, Greenslade, Manfred Mann, Anthony Phillips, Crazy World of Arthur Brown a King Crimson.
Po bubnování s Manfred Mann se v roce 1970 stal nástupcem jednoho ze zakládajících členů King Crimson Michaela Gilese. Andy McCulloch se skupinou nahrál jazzem ovlivněné album Lizard, nedlouho po jeho vydání na konci roku 1970 ale z King Crimson odešel, neboť mu nevyhovoval styl hudby. V letech 1972 až 1976 hrál ve skupině Greenslade. Po jejím rozpadu působil jako studiový hudebník na několika dalších albech, včetně Opus One London Philharmonic Orchestra. Poté odešel z hudebního byznysu a začal se věnovat svému velkému koníčku, jachtingu. V současnosti v této oblasti také na řeckých ostrovech podniká.